# Efim Cebotari
Efim Cebotari (în rusă Ефим Карпович Чеботарь; n. 17 aprilie 1923, Popencu, districtul Balta⁠(d), RSS Ucraineană, URSS – d. 9 noiembrie 1993, Popencu, raionul Rîbnița, Nistrenia) a fost un om de stat sovietic moldovean, Erou al Muncii Socialiste (1971).

## Biografie
S-a născut în satul Popencu din ținutul Balta, gubernia Podolia, Ucraina sovietică (actualmente în Transnistria, Republica Moldova). Originea sa etnică este incertă - conform unor surse era ucrainean, iar, conform altor surse, moldovean. Membru al PCUS.
În timpul celui de-al Doilea Război Mondial, acesta a locuit în Guvernământul Transnistriei. După ce zona a fost reocupată de sovietici, acesta a fost înrolat în Armata Roșie, luptând în Operațiunea Iași-Chișinău, precum și în bătăliile de la Budapesta, Viena și Praga. A fost demobilizat în 1947. Din 1947 a lucrat în cadrul fermei colective "Drumul către comunism" din Popencu. Între anii 1951-1953 a fost președinte al Comitetului Executiv al Consiliului Satului Popencu (echivalentul funcției de primar). Pe parcursul anilor 1947-1975 a fost șeful magazinului și președintele societății de consum rurale din Popencu, fermier în colhozul „Calea către comunism” (Путь к коммунизму) din raionul Rîbnița, ulterior, președintele fermei colective „Mihail Frunze” din același raion, în cele din urmă, președinte al fermei colective „50 de ani de Octombrie” (50 лет Октября). A lucrat și la ferma din Vărăncău, care a fost una de mare succes. A făcut eforturi pentru a îmbunătăți viață sătenilor, reușind să electrifice localitatea în 1966, să introducă un sistem de apă curentă în sat, să construiască o casă de cultură cu peste 900 de locuri (cea mai mare din raionul Rîbnița), precum și o școală modernă. 
Prin decretul Prezidiului Sovietului Suprem al URSS din 8 aprilie 1971, i s-a conferit titlul de Erou al Muncii Socialiste cu Ordinul Lenin și medalia de aur „Secera și Ciocanul”.
A fost ales deputat al Sovietului Suprem al RSS Moldovenești de convocarea a VIII-a. A fost, de asemenea, delegat al celui de-al XXIV-lea Congres al PCUS.
A murit în Popencu în 1993.